# Nikolaï Morilov
Nikolaï Morilov, né le 11 août 1986 à Perm, est un skieur de fond russe spécialiste du sprint. Il est médaillé de bronze avec Alexey Petukhov en sprint par équipes lors des Jeux olympiques d'hiver de 2010 et double médaillé aux Championnats du monde en 2007 (sprint par équipes) et 2009 (sprint individuel).

## Palmarès

### Jeux olympiques
| Épreuve / Édition             | Épreuve / Édition             | Vancouver 2010 |
| Poursuite 30 km               | Poursuite 30 km               | -              |
| Sprint individuel             | Sprint individuel             | 26e            |
| Sprint par équipes            | Sprint par équipes            | Bronze         |
| 15 km Libre                   | 15 km Libre                   | -              |
| 50 km Classique départ groupé | 50 km Classique départ groupé | -              |
| Relais 4 × 10 km              | Relais 4 × 10 km              | -              |

### Championnats du monde
| Épreuve / Édition                   | Épreuve / Édition  | Sapporo 2007 | Liberec 2009 | Oslo 2011 |
| Sprint                              | Classique          | 20e          |              |           |
| Sprint                              | Libre              |              | Bronze       | 8e        |
| Sprint par équipes                  | Sprint par équipes | Argent       |              |           |
| 10 km                               |                    |              |              |           |
| 15 km                               |                    |              |              |           |
| 30 km                               |                    |              |              |           |
| 50 km                               |                    |              |              |           |
| Poursuite                           |                    |              |              |           |
| Relais 4 × 10 km libre et classique |                    |              |              |           |

### Coupe du monde
- Meilleur classement général : 31e en 2009.
  - Meilleur classement en sprint : 8e en 2009.
- 9 podiums : 
  - 5 podiums par équipes : 4 victoires et 1 troisième place.
  - 4 podiums en épreuve individuelle : 1 victoire (en janvier 2010 à Rybinsk en sprint), 2 deuxièmes places et 1 troisième place.
- 1 victoire d'étape dans le Tour de ski 2011-2012 (sprint de Toblach).

 Dernière mise à jour le 13 mars 2013 

### Championnats du monde junior
- Stryn, 2004 : Médaille de bronze du 10 km style libre et médaille de bronze du relais 4 × 10 km.

Palmarès au 17 mars 2009